# 11. korpus (NOVJ)
11. korpus je bil partizanski korpus, ki je deloval kot del NOV in POJ v Jugoslaviji med drugo svetovno vojno.
Korpus je bil ustanovljen 30. januarja 1944.

## Sestava
- 13. divizija
- 35. divizija
- Operativni štab za Istro